# Bárður Jákupsson

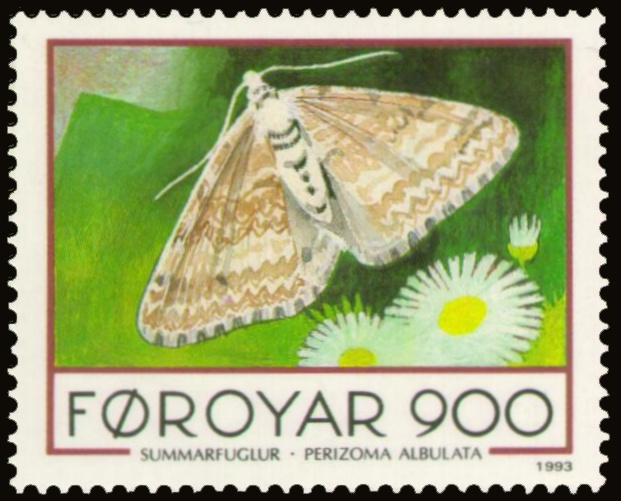
Ett frimärke föreställande en fjäril som Jákupsson ritade.

Bárður Jákupsson, född 23 december 1943 i Torshamn, Färöarna, är en färöisk konstnär, grafiker och författare.
Jákupsson föddes i huvudstaden Torshamn år 1943 som son till den kända författaren Heðin Brú (Hans Jacob Jacobsen) och Katrina Malena Dalsgaard. År 1967 gifte han sig med skådespelerskan Kristin Hervør Lützen från Gjógv. Idag lever de två i Hoyvík, tillsammans har de tre söner: Róaldur (1974), Sveinur (1976) och Heðin (1980).
Han utbildade sig till lärare 1970-1972 och efter det studerade han vid konstskolan på Kunstakademiet i Köpenhamn. Därefter blev han lärare på Färöarnas folkhögskola och blev år 1978 direktör för Listasavn Føroya (Färöarnas konstmuseum). Han räknas till en av de mest framstående kulturskapande personerna på Färöarna. Hans bilder är expressionistiska och koloristiska och ute i världen är han mest känd som frimärkskonstnär för Postverk Føroya.
Som författare skriver Jákupsson mest om färöisk konst och han räknas även till en av landets största konstkritiker. För sitt författarskap har han även vunnit Färöarnas litteraturpris. Det gjorde han år 1991 och blev vinnaren för bästa skönlitterära bok.
Jákupsson är representerad vid bland annat Nordiska Akvarellmuseet.

## Priser och utmärkelser
- Färöarnas litteraturpris 1991